# Ashanti Gold SC
Ashanti Gold SC, även kallade AshGold, är en professionell fotbollsklubb baserad i Obuasi i Ashantiregionen, Ghana. Klubben spelar 2018 i Ghana Premier League.

## Historia
AshGold bildades 1978 under namnet Goldfields Sporting Club, populärt kända som Obuasi Goldfields, av en grupp arbetare från Ashanti Goldfields Corporation, ett guldbrytningsföretag i regionen, och laget etablerade sig fort. Laget drevs av arbetarna fram till 1993 då företaget noterade lagets framgångar och tog över driften.
AshGold flyttades upp till Ghana Premier League inför säsongen 1986. Laget hade därefter sin storhetstid då de vann Ghana Premier League tre säsonger i rad mellan 1993 och 1996. Samtidigt rönte laget framgångar kontinentalt då laget tog sig till kvartsfinal i African Cup of Champions 1995, åttondelsfinal 1996 och till slut finalen 1997 (då turneringen tog sitt nuvarande namn CAF Champions League) där de fick se sig besegrade av Raja Casablanca efter straffläggning. 
Laget nådde aldrig samma framgångar igen men har konsekvent varit ett lag i den inhemska ligan sedan dess. Redan säsongen 1997/98 var de dock nära att åka ur högsta serien då de hamnade på 13:e plats (av 14 lag) och tvingades till kval mot Brong Ahafo United. Efter flera säsonger på tabellens övre halva hamnade de i blåsväder under säsongen 2003 då de använt en otillåten spelare i Valentine Atem och blev sedermera fråntagna 12 poäng i ligaspelet vilket innebar att laget hamnade långt ner i tabellen på en 14:e plats (av 16 lag). Den 16 april 2004 bytte laget till sitt nuvarande namn när Anglogold Ashanti tog över laget. 2015 vann laget återigen ligan och kvalificerade sig till CAF Champions League 2016 där de dock åkte ut redan i kvalrundan mot MO Béjaïa från Algeriet (totalt 2-3 över två möten).

## Spelartruppen 2018
| Nummer      | Land            | Spelare               | Födelsedatum      |           |           |           |
| Målvakter   | Målvakter       | Målvakter             | Målvakter         | Målvakter | Målvakter | Målvakter |
| ----------- | --------------- | --------------------- | ----------------- | --------- | --------- | --------- |
| 1           | Ghana           | Robert Dabuo          | 10 november 1990  |           |           |           |
| 16          | Ghana           | Lawrence Osei         | 1 december 1995   |           |           |           |
| 22          | Ghana           | Frank Boateng         | 28 maj 1994       |           |           |           |
| 30          | Ghana           | George Owu            | 7 juli 1982       |           |           |           |
| Försvarare  |                 |                       |                   |           |           |           |
| 3           | Ghana           | Yussif Mubarik        | 29 december 1995  |           |           |           |
| 5           | Ghana           | Richard Osei Agyemang | 6 april 1995      |           |           |           |
| 6           | Ghana           | Emmanuel Nti Mensah   | 8 juni 1993       |           |           |           |
| 14          | Ghana           | Joshua Tijani         | 21 april 1992     |           |           |           |
| 18          | Ghana           | Godfred Asiamah       | 26 december 1999  |           |           |           |
| 21          | Ghana           | Roland Amouzou        | 18 december 1994  |           |           |           |
| 25          | Ghana           | Ibrahim Samed         | 1 juli 1992       |           |           |           |
| 31          | Ghana           | Eric Donkor           | 12 maj 1992       |           |           |           |
| Mittfältare |                 |                       |                   |           |           |           |
| 7           | Ghana           | Prince Owusu          | 28 februari 1997  |           |           |           |
| 8           | Ghana           | Joseph Gordon         | 15 november 1994  |           |           |           |
| 11          | Ghana           | James Akaminko        | 16 september 1995 |           |           |           |
| 12          | Ghana           | Amos Addai            | 10 november 1995  |           |           |           |
| 13          | Ghana           | Frimpong Sarkodie     | 9 september 1998  |           |           |           |
| 15          | Ghana           | Shafiq Muntari        | 2 januari 2000    |           |           |           |
| 17          | Ghana           | Maccarthy Appiah      | 4 augusti 1996    |           |           |           |
| 19          | Ghana           | Abdul Latif Anabila   | 15 april 1997     |           |           |           |
| 24          | Ghana           | Eric Boabeng          | 5 april 1996      |           |           |           |
| 26          | Ghana           | Ricky Adjei Mensah    | 10 februari 1992  |           |           |           |
| 27          | Ghana           | Stephen Sowu          | 2 augusti 1994    |           |           |           |
| 28          | Ghana           | Mark Agyekum          | 21 augusti 1992   |           |           |           |
| 29          | Elfenbenskusten | Richard Djodi         | 29 december 1990  |           |           |           |
| 32          | Elfenbenskusten | Salia Ouattara        | 24 februari 1996  |           |           |           |
| Anfallare   |                 |                       |                   |           |           |           |
| 4           | Ghana           | Nurudeen Abdulai      | 24 juni 1997      |           |           |           |
| 9           | Ghana           | Douglas Amaning       | 30 mars 1996      |           |           |           |
|             | Ghana           | Sadick Adams          | 1 januari 1990    |           |           |           |
| 20          | Ghana           | Mumuni Shafiu         | 11 maj 1995       |           |           |           |

## Tränare
- Paulistinha
- Mohammed Gargo
- Momčilo Medić
- Cecil Jones Attuquayefio (1990–92)
- Charles Gyamfi (1992–93)
- Cecil Jones Attuquayefio (1993–95)
- Hans van der Pluijm (2000–2002) (2004–2005)
- Sam Arday (2004–2005)
- David Duncan (2005–2008)
- Zdravko Logarušić (2010–2011)
- Joachim Yaw Acheampong (2011–2012)
- Bashir Hayford (2013–2017)
- Charles Akonnor (2017–2018)
- John Christensen (2018-)

## Statistik

### Tabellplaceringar
Nedanstående är Ashanti Golds/Obuasi Goldfields ligaplaceringar i Ghana Premier League sedan 1986 då de flyttades upp för första gången till högsta serien. Tabellplacering saknas för säsongerna 1988/89 och 1989/90. Ligan består sedan 1999 av 16 lag (ligan bestod innan dess av 12, 14 eller 16 lag i olika omgångar och antog olika spelformer). 

## Meriter

### Inhemska
- Ghana Premier League:
  - Vinnare (4): 1993/94, 1994/95, 1995/96, 2015.
  - Andra plats (6): 1992/93, 2000, 2006/07, 2009/10, 2010/11, 2011/12,

- Ghanaian FA Cup:
  - Vinnare (1): 1993
  - Andra plats (2): 1984, 2012.

### Kontinentala
- CAF Champions League:
  - Andra plats (1): 1997